# Jason Bourne (película)
[[Categoría:Películas de Pearl Street Films
Captivate Entertainment
Kennedy/Marshall
Perfect World Pictures]]
Jason Bourne es una película estadounidense de acción, espionaje y thriller de 2016, dirigida por Paul Greengrass y escrita por Greengrass y Christopher Rouse. Es la quinta película de la saga de Jason Bourne y la secuela de la película de 2007 The Bourne Ultimatum. La película está protagonizada por Matt Damon, Julia Stiles, Alicia Vikander, Tommy Lee Jones y Vincent Cassel. La película fue estrenada el 29 de julio de 2016 en Estados Unidos.
El rodaje de la película comenzó el 8 de septiembre de 2015. La película se estrenó en Londres el 11 de julio de 2016, y fue lanzado en los cines de Estados Unidos el 29 de julio de 2016, por Universal Pictures. Recibió críticas mixtas, pero fue un éxito de taquilla, recaudando más de $ 415,2 millones en el mundo.

## Argumento
Después de los eventos de The Bourne Ultimatum, Jason Bourne desapareció  y finalmente se recuperó de su amnesia, aislándose del mundo y ganándose la vida participando en combates de lucha salvajes. En Reykjavík, Nicky Parsons, quien deserto de la agencia ha estado colaborando con un grupo de hackers liderado por Christian Dassault, ingresa al servidor de la computadora central de la CIA para exponer sus programas de operaciones clasificadas. Esto alerta a Heather Lee, la directora de la división de operaciones de ciberseguridad de la agencia, y al director de la CIA, Robert Dewey, quienes comparan a la infiltración a la ocasionada por Snowden. En el proceso, Parsons encuentra documentación sobre el reclutamiento de Bourne en Treadstone y el papel de su padre en el programa. Ella viaja a Atenas para encontrarlo e informarle.
En Grecia, Parsons y Bourne se reúnen en la Plaza Syntagma durante una violenta protesta antigubernamental. Ellos evaden a los equipos de la CIA enviados tras ellos, pero Parsons es asesinada por el Activo, un exasesino de Blackbriar que también tiene un resentimiento personal contra Bourne, después de haber sido capturado y torturado como consecuencia involuntaria de la exposición de Blackbriar por Bourne. Antes de morir, Parsons le da la llave a Bourne a un casillero que contiene los archivos de la CIA.
Buscando respuestas sobre su pasado y su familia, Bourne localiza a Dassault en Berlín. Descifrando los archivos de Parsons, Bourne descubre que su padre, Richard Webb, era un analista de la CIA involucrado en la creación del programa Treadstone. Un programa de "malware" implantado en los archivos proporciona la ubicación de Bourne a la CIA , y Dewey envía un equipo para capturarlo, mientras que Lee borra remotamente los archivos. Dassault ataca a Bourne, pero es incapacitado. Lee alerta a Bourne sobre el equipo que se está acercando, ya que cree que se le puede persuadir para que regrese a la agencia. Utilizando las pocas pistas que reunió en Berlín, Bourne sigue a Malcolm Smith, un antiguo agente de vigilancia de Treadstone, en Londres y se las arregla para reunirse con él en Paddington Plaza.
Lee persuade al jefe de Dewey, Edwin Russell, el Director de Inteligencia Nacional, para permitirle contactar personalmente a Bourne para intentar traerlo de vuelta. Dewey, que se opone a su plan, autoriza secretamente al Activo para que elimine a su equipo y mate a Bourne. Bourne evade a Lee y al Activo el tiempo suficiente para enfrentar a Smith. Smith admite que Richard Webb creó Treadstone, pero trató de evitar que recluten a su hijo. Bajo las órdenes de Dewey, el Activo mató a Richard Webb en Beirut, haciendo que pareciera un ataque terrorista, con el fin de persuadir a Bourne para que se una a Treadstone. Smith es asesinado por el Activo, mientras que Bourne escapa y se encuentra a Lee. Ella admite que no se siente cómoda con los métodos de Dewey y dirige a Bourne a una convención de tecnología en Las Vegas.
Está previsto que Dewey asista a la convención para un debate público sobre los derechos de privacidad con Aaron Kalloor, CEO del gigante de las redes sociales Deep Dream. Kalloor es la cara pública de la responsabilidad social corporativa en la era del Internet, pero Dewey lo financió en la etapa inicial secretamente. Dewey tiene la intención de utilizar Deep Dream para vigilancia masiva en tiempo real junto con la última encarnación del programa 'Beta' de asesinatos selectivos de la CIA, conocido como "Mano de Hierro". Cuando Kalloor tiene dudas acerca de darle acceso a la CIA a Deep Dream, Dewey autoriza al Activo a asesinar a Kalloor y a Lee, habiendo descubierto su conspiración momentos antes. Bourne frustra los asesinatos y se enfrenta a Dewey en su suite. Dewey apela a la sensación de patriotismo de Bourne mientras busca tiempo, antes de que intervenga su mano derecha, Craig Jeffers. Bourne mata a Jeffers, solo para recibir un disparo en el proceso; sin embargo, se salva cuando Lee mata a Dewey antes de que él pueda dispararle a Bourne. Después de cubrir la participación de Lee en la muerte de Dewey, Bourne persigue a Activo en Las Vegas Strip y lo persigue hacia las alcantarillas después de que la pareja termina estrellándose en un casino; se enzarzan en una pelea uno a uno que termina con Bourne golpeando el cuello del Activo, matándolo.
Kalloor se recupera de su herida y continúa haciendo su trabajo y lo más probable es que destape el trabajo de Iron Hand. Después, Lee convence a Russell de que los métodos de Dewey estaban desactualizados y se ofrece a sí misma como la reemplazante de Dewey como directora de la CIA y los ojos y oídos de Russell dentro de la CIA. Ella describe su plan para usar la confianza de Bourne para traerlo de vuelta a la agencia, pero está dispuesto a matarlo si se niega. Lee se encuentra con Bourne y le promete que la CIA se convertirá en la organización que pensó que era cuando se unió. Bourne pide tiempo para considerar su oferta y se va. Lee regresa a su automóvil y encuentra una grabación, hecha por Bourne, de la conversación que tuvo con Russell, que revela sus verdaderas intenciones de asesinar a Bourne mientras este desaparece entre el público.

## Reparto
- Matt Damon como Jason Bourne/David Webb, un exasesino de la CIA que desapareció después de dar a conocer los detalles de los programas de asesinato selectivo de la CIA.
- Julia Stiles[2] como Nicolette Parsons «Nicky», ex contacto de Treadstone de Bourne en París a la que envió a la clandestinidad en The Bourne Ultimatum.
- Alicia Vikander[3] como Heather Lee, la jefa de la División de Operaciones Cibernéticas de la CIA.
- Tommy Lee Jones como Robert Dewey, el actual director de la CIA y líder del programa de Iron Hand que tiene la intención de acabar con Bourne después de la exposición de Blackbriar.
- Vincent Cassel[4] como el Activo (the Asset), un asesino de Blackbriar que trabaja para el programa de Iron Hand. El Activo fue capturado y torturado como resultado de las acciones de Bourne en The Bourne Ultimatum y tiene un resentimiento hacia él a causa de ello.
- Ato Essandoh,[5] como Craig Jeffers, un agente de la CIA y la mano derecha de Dewey.
- Riz Ahmed como Aaron Kalloor, el CEO y fundador de Deep Dream, una empresa de medios de comunicación social.
- Scott Shepherd como Edwin Russell, el Director de Inteligencia Nacional.
- Vinzenz Kiefer como Christian Dassault, un hacker, delator, y el líder de un grupo de defensores de la privacidad.
- Gregg Henry, como Richard Webb, el padre de Jason Bourne y el creador del programa original Treadstone que fue asesinado por el Activo.
- Bill Camp como Malcolm Smith, un exanalista de la CIA y antiguo supervisor de Jason Bourne que se retiró al sector privado.
- Stephen Kunken como Baumen, empleado de Deep Dream y uno de los principales ayudantes de Kalloor.

## Producción

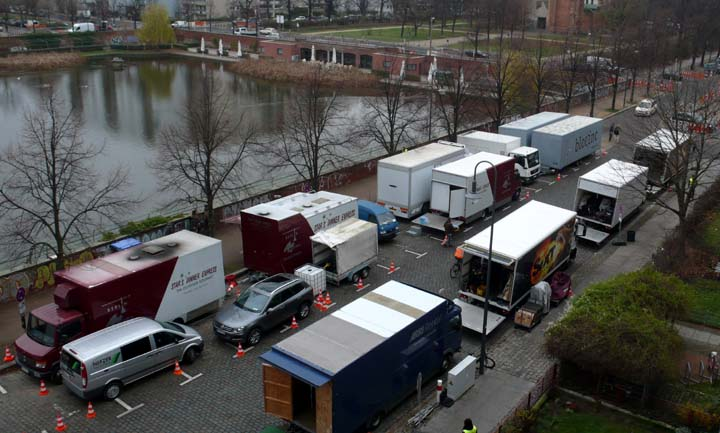
Set de la película en Berlín.

En mayo de 2007, antes del estreno de The Bourne Ultimatum, Matt Damon afirmó que él no estaría interesado en volver para una cuarta película Bourne, expresando (de su participación en la franquicia Bourne): "Hemos cabalgado ese caballo tan lejos como pudimos". Damon dijo en agosto de 2007: 

Creo que en términos de otra, la historia de la búsqueda de este hombre por su identidad esta demás, porque tiene todas las respuestas, así que no hay manera de que podamos sacar a relucir el mismo carácter, y mucho de lo que lo hace interesante es la lucha interna que le estaba sucediendo a él, ¿soy un buen tipo, ¿soy un chico malo, ¿cuál es el secreto detrás de mi identidad, ¿qué estoy bloqueando, ¿por qué estoy recordando estas imágenes perturbadoras? Así que todo ese mecanismo de propulsión interna que impulsa el personaje no está allí, así que si va a haber otra, entonces tendría que ser una reconfiguración completa, ya sabes, ¿dónde ir desde allí?  Me encanta el personaje, y si Paul Greengrass me llama en diez años y dice: "Ahora puedo hacerlo, porque han pasado diez años y tengo una manera de traerlo de vuelta", entonces hay un mundo en el que puedo ir y dire "Sí, absolutamente".

Sin embargo, el 22 de febrero de 2008, Variety informó que una cuarta película estaba de hecho en desarrollo, incluyendo a Damon y Greengrass.
El 16 de octubre de 2008, se anunció que George Nolfi escribiría el guion, con Frank Marshall en la producción, y Jeffrey Weiner y Henry Morrison en la producción ejecutiva. Matt Damon, Julia Stiles, Joan Allen y Paul Greengrass también fueron incluidos en la película. Joshua Zetumer había sido contratado para escribir un guion paralelo —un proyecto que podría ser combinado con otro (con el de Nolfi en esta instancia)—para agosto de 2009 Nolfi sería director de The Adjustment Bureau postergando el rodaje de la cuarta película a septiembre. Ese diciembre, Greengrass anunció que había decidido no dirigir la cuarta película Bourne, diciendo que "[su] decisión de no volver por tercera vez como director se trata simplemente de sentir el llamado a un reto diferente".
El 1 de febrero de 2010, Damon, al hablar durante el estreno de Invictus en Reino Unido, reveló que una continuación de The Bourne Ultimatum era de esperarse "al menos cinco años". Greengrass, también en el estreno, reafirmó que no sería parte de las películas más allá de Bourne "a menos que llegue el guion adecuado". Sin embargo, Damon reveló que, mientras tanto, puede haber una "precuela de algún tipo, con otro actor y otro director". Matt Damon reconfirmó esto en una aparición en Today el 10 de marzo de 2010 y que sólo participaría si Greengrass estaba dirigiendo.
En junio de 2010 se anunció que Tony Gilroy estaba escribiendo el guion de The Bourne Legacy, y que dicha película sería estrenada en 2012.  Ese octubre, Gilroy fue anunciado como el director de The Bourne Legacy; quien confirmó que Damon no volvería para esta película y que no habría "un nuevo héroe conjunto":

Esto no es un reboot, esto es un nuevo capítulo. La forma más fácil de entenderlo es pensar que es una expansión o una revelación. Jason Bourne no estará en esta película, pero él estará muy vivo. Lo que sucedió en las tres primeras películas es el detonante de The Bourne Legacy, y todo el que se involucró en la historia será recompensado por prestar atención. Estoy construyendo una leyenda y un entorno y una conspiración más amplia. Vamos a demostrar que la imagen es más grande, que el lienzo más grande... El mundo que estamos haciendo mejora y avanza e invita a la reaparición de Jason Bourne en algún lugar del camino".

The Bourne Legacy fue estrenada en EE. UU. el 10 de agosto de 2012. Fue protagonizada por Jeremy Renner como Aaron Cross.
Universal confirmó en una conferencia de prensa en Los Ángeles, que tienen planes para lanzar más películas Bourne, a pesar de que Legacy obtuvo críticas mixtas por parte de los críticos. En una entrevista de diciembre de 2012, Matt Damon reveló que él y Paul Greengrass estaban interesados en volver para la próxima película como Jason Bourne y el director, respectivamente. El 8 de noviembre de 2013 Deadline informó de que la quinta entrega de la franquicia contará con el regreso de Renner como Cross, con Justin Lin como director. Andrew Baldwin fue incluido como escritor del guion de la película, y la fecha de estreno de la película se fijó para el 16 de julio de 2016.
El 15 de septiembre de 2014, se anunció que Damon y Greengrass volverían para la próxima película de Bourne, aceptando la fecha de estreno, con Renner regresando como Cross en una película independiente en una fecha posterior. En noviembre de 2014, Damon confirmó que él y Greengrass volverían con un guion de escrito por ellos mismos y el redactor de la película Christopher Rouse. El 23 de mayo de 2015, Deadline informó que Alicia Vikander estaba en conversaciones para protagonizar con Damon en la quinta película. El 19 de junio de 2015, Deadline informó que Julia Stiles había confirmado interpretar el papel de Nicky Parsons en la película, personaje que anteriormente desempeñó en las tres primeras películas. Viggo Mortensen estaba en conversaciones para interpretar el papel de villano. Más tarde el 23 de junio de 2015, Vikander fue confirmado para protagonizar la película, mientras que ella también estaba en conversaciones para la película Assassin Creed. El 28 de julio de 2015, Tommy Lee Jones se unió elenco de la película para interpretar a un oficial superior de la CIA. El 1 de septiembre de 2015, Vincent Cassel fue agregado en la película para interpretar el papel de villano de un asesino que sigue a Bourne. El 15 de septiembre de 2015, The Hollywood Reporter confirmó que el actor Ato Essandoh fue incluido en la película como un personaje inespecífico.

### Rodaje
En agosto de 2015, los productores se reunieron con los funcionarios del condado de Clark para obtener la aprobación del rodaje en Las Vegas Strip, solicitando un corte de corriente, en Las Vegas Boulevard durante varias horas al día durante siete a diez días. No estaba claro si los productores obtuvieron una licencia para hacer tales cosas. Damon dijo que la película iba a comenzar la producción en septiembre en Grecia y terminaría en Las Vegas, y que tendría a Bourne en «un mundo post-Snowden».
La fotografía principal de la película comenzó el 8 de septiembre de 2015. A principios de noviembre, la filmación se llevó a cabo fuera de la Estación de Paddington en Londres, Inglaterra. A finales de noviembre de 2015, el rodaje tuvo lugar en Kreuzberg, Berlín. A principios de diciembre de 2015, el rodaje comenzó en Washington, D. C., donde la filmación tuvo lugar en Constitution Gardens. El rodaje en Las Vegas, Nevada comenzó el 14 de enero de 2016 hasta el 21 de enero. La producción de la película concluyó el 1 de febrero de 2016. El rodaje también tuvo lugar en marzo de 2016 en la estación de tren de Woolwich en Greenwich, Londres. Parte de la película (algunas escenas que transcurren en Grecia) fue filmada en la ciudad de Santa Cruz de Tenerife (Tenerife, Islas Canarias, España).

## Banda sonora
La banda sonora fue compuesta por John Powell y David Buckley, y lanzada digitalmente el 29 de julio de 2016 por Back Lot Music. Como todas las anteriores películas de la saga, contiene una nueva versión de Extreme Ways, de Moby, grabada para los créditos finales.
1. I Remember Everything (2:04)
2. Backdoor Breach (3:50)
3. Converging in Athens (4:13)
4. Motorcycle Chase (6:53)
5. A Key to the Past (2:37)
6. Berlin (2:02)
7. Decrypted (5:34)
8. Flat Assault (2:39)
9. Paddington Plaza (6:46)
10. White Van Plan (2:49)
11. Las Vegas (3:48)
12. Following the Target (3:29)
13. Strip Chase (4:59)
14. Lee's Pitch (2:13)
15. Let Me Think About It (2:24)
16. Extreme Ways (Jason Bourne) – Moby (4:56)

Duración total del álbum: 61:16

## Estreno
En enero de 2015, Universal trasladó la fecha de estreno de la película dos semanas más al 29 de julio de 2016. El primer tráiler de la película se emitió el 7 de febrero de 2016 durante la Super Bowl 50, en la cual también se reveló el título de la película, el cual es simplemente Jason Bourne.

## Secuela
Frank Marshall dijo que Universal Pictures está esperando para planificar una secuela de Jason Bourne, por lo que es la sexta película de Bourne. También afirmó que una próxima película ampliaría el universo de Bourne.